# 10 000 meter för damer i friidrott vid olympiska sommarspelen 2016
Damernas 10 000 meter vid olympiska sommarspelen 2016, i Rio de Janeiro i Brasilien avgjordes den 12 augusti på Estádio Olímpico João Havelange.

## Medaljörer
| Spel         | Guld                 | Silver                 | Brons                    |
| 10 000 meter | Almaz Ayana Etiopien | Vivian Cheruiyot Kenya | Tirunesh Dibaba Etiopien |

## Resultat

### Final
| Placering | Namn                      | Nationalitet          | Tid      | Noteringar |
| --------- | ------------------------- | --------------------- | -------- | ---------- |
| 1         | Almaz Ayana               | Etiopien              | 29:17,45 | WR         |
| 2         | Vivian Cheruiyot          | Kenya                 | 29:32,53 | NR         |
| 3         | Tirunesh Dibaba           | Etiopien              | 29:42,56 | PB         |
| 4         | Alice Aprot Nawowuna      | Kenya                 | 29:53,51 | PB         |
| 5         | Betsy Saina               | Kenya                 | 30:07,78 | PB         |
| 6         | Molly Huddle              | USA                   | 30:13,17 | AR         |
| 7         | Yasemin Can               | Turkiet               | 30:26,41 | PB         |
| 8         | Gelete Burka              | Etiopien              | 30:26,66 | PB         |
| 9         | Karoline Bjerkeli Grøvdal | Norge                 | 31:14,07 | PB         |
| 10        | Eloise Wellings           | Australien            | 31:14,94 | PB         |
| 11        | Emily Infeld              | USA                   | 31:26,94 | PB         |
| 12        | Sarah Lahti               | Sverige               | 31:28,43 | NR         |
| 13        | Diane Nukuri              | Burundi               | 31:28,69 | NR         |
| 14        | Susan Kuijken             | Nederländerna         | 31:32,43 |            |
| 15        | Jo Pavey                  | Storbritannien        | 31:33,44 | SB, WMR    |
| 16        | Jess Andrews              | Storbritannien        | 31:35,92 | PB         |
| 17        | Alexi Pappas              | Grekland              | 31:36,16 | NR         |
| 18        | Yuka Takashima            | Japan                 | 31:36,44 |            |
| 19        | Darya Maslova             | Kirgizistan           | 31:36,90 | NR         |
| 20        | Hanami Sekine             | Japan                 | 31:44,44 |            |
| 21        | Dominique Scott           | Sydafrika             | 31:51,47 | PB         |
| 22        | Natasha Wodak             | Kanada                | 31:53,14 | SB         |
| 23        | Alia Saeed Mohammed       | Förenade Arabemiraten | 31:56,74 |            |
| 24        | Sitora Hamidova           | Uzbekistan            | 31:57,77 | NR         |
| 25        | Lanni Marchant            | Kanada                | 32:04,21 | SB         |
| 26        | Carla Salomé Rocha        | Portugal              | 32:06,05 |            |
| 27        | Salome Nyirarukundo       | Rwanda                | 32:07,80 |            |
| 28        | Jip Vastenburg            | Nederländerna         | 32:08,92 |            |
| 29        | Trihas Gebre              | Spanien               | 32:09,67 | SB         |
| 30        | Veronica Inglese          | Italien               | 32:11,67 |            |
| 31        | Tatiele de Carvalho       | Brasilien             | 32:38,21 |            |
| 32        | Brenda Flores             | Mexiko                | 32:39,08 | SB         |
| 33        | Marielle Hall             | USA                   | 32:39,32 |            |
| 34        | Beth Potter               | Storbritannien        | 33:04,34 |            |
| 35        | Marisol Romero            | Mexiko                | 35:33,03 |            |
| –         | Ekaterina Tunguskova      | Uzbekistan            | DNF      |            |
| –         | Juliet Chekwel            | Uganda                | DNF      |            |